# Marzieh Afjam
Marzieh Afjam (Teherán, 13 de junio de 1963), (en persa: مرضیه افخم‎) es una política y embajadora iraní. Fue portavoz del Ministerio de Asuntos Exteriores.
Es la primera mujer en la historia de Irán en ocupar un puesto de embajadora en el exterior. Destinada a ser portavoz del Irán en Malasia. Se rompe así la hegemonía donde los hombres ocupaban todos los cargos de mayor responsabilidad y de representación Iraní, con la excepción de Mehrangiz Dowlatshahi (1919-2008) que ocupó el cargo de representante del país en Dinamarca entre 1975 y 1979 antes de la Revolución iraní.